# Јордан
Јордан (арап. الأردن), или званично Хашемитска Краљевина Јордан (арап. المملكة الأردنية الهاشمية‎) арапска је држава на Блиском истоку. Граничи се са Сиријом на северу, Ираком на североистоку, Саудијском Арабијом на истоку и југу, и Израелом/Палестинском Управом на западу. Са Израелом/Палестинском Управом дели обале Мртвог мора, а обале залива Акаба са Израелом/Палестинском Управом, Саудијском Арабијом и Египтом. Јордан се стратешки налази на размеђи Азије, Африке и Европе. Главни град, Аман, најмногољуднији је град у Јордану, као и економско, политичко и културно средиште земље.
Јордан је релативно мала, полусушна земља, готово без излаза на море, с површином од 89.342 km2 (34.495 sq mi) и популацијом која броји 10 милиона, што је чини 11. арапском земљом по броју становника. Сунитски ислам, који исповеда око 95% становништва, доминантна је религија и коегзистира са аутохтоном хришћанском мањином. Јордан је више пута називан „оазом стабилности” у турбулентном региону. Он је углавном непогођен насиљем које је захватило регион након Арапског прољећа 2010. Већ од 1948. године Јордан је прихватио избеглице из више суседних земаља у сукобу. Према попису из 2015. године, у Јордану је процењено 2,1 милион палестинских и 1,4 милиона сиријских избеглица. Краљевство је такође уточиште хиљадама ирачких хришћана који су избегли од прогона Исламске државе. Иако Јордан наставља да прима избеглице, недавни велики прилив из Сирије значајно је оптеретио националне ресурсе и инфраструктуру.
Јордан је класификован као земља „високог хуманог развоја“ са економијом „горњег средњег дохотка“. Јорданска економија, једна од најмањих економија у региону, привлачна је страним инвеститорима по основу квалификоване радне снаге.] Земља је значајно туристичко одредиште, које такође привлачи медицински туризам због добро развијеног здравственог сектора. Ипак, недостатак природних ресурса, велики проток избеглица и регионална превирања коче економски раст.

## Политика
Јордан је уставна монархија базирана на уставу проглашеном 8. јануара 1952. Извршна власт је додељена краљу и његовом савету министара. Краљ потписује и извршава све законе. Његово право на вето могу да премосте две трећине гласова у оба дома Народне скупштине. Он поставља и може да разрешује све судије декретом, одобрава измене устава, проглашава рат и командује оружаним снагама. Одлуке кабинета, судске пресуде и новчанице се издају у његово име. Савет министара предводи премијер, а поставља их краљ, који може да разреши чланове кабинета на захтев премијера. Кабинет је одговоран Комори представника Јордана у вези са питањима опште политике и може бити приморан на оставку двотрећинским изгласавањем „неповерења“ од стране овог тела.
Законодавна власт почива на дводомној народној скупштини. 120 посланика представничког дома се бира на општим изборима за четворогодишњи мандат, а краљ може да их распусти. Девет места је резервисано за хришћане, дванаест за жене, и три за Черкезе и Чечене. Чланове сената (њих 60) поставља краљ на осмогодишње мандате.
Устав предвиђа три категорије судова - цивилне, религиозне и посебне. Административно, Јордан је подељен у 12 гувернерата. Сваким од њих управља гувернер кога поставља краљ. Они су једина власт за сва подручја власти и развојне пројекте у својим областима.
Краљ Хусеин је владао Јорданом од 1953. до 1999, преживевши више изазова својој владавини. Окончао је ванредно стање 1991. и легализовао политичке странке 1992. године. 1989. и 1993, Јордан је одржао парламентарне изборе. Због контроверзних промена изборног закона, исламистичке партије су бојкотовале изборе 1997. године.
Краљ Абдулах II је наследио оца након његове смрти у фебруару 1999. Абдулах је брзо почео да ради на реафирмисању мировног споразума са Израелом, и на односима са Сједињеним Државама. Током своје прве године на власти, Абдулах је вратио фокус владине пажње на економске реформе.
Услед разних фактора, као што су структурне економске тешкоће и отвореније политичко окружење, дошло је до појаве спектра политичких партија. Крећући се ка већој независности, скупштина Јордана је истраживала оптужбе за корупцију против неколико личности из режима и постала је главни форум у коме се изражавају различита политичка мишљења, укључујући и исламистичка. Иако краљ Абдулах представља главну власт у Јордану, и скупштина игра важну улогу.

## Географија

### Положај
Јордан је блискоисточна земља. Граничи се са Сиријом на северу, Ираком на североистоку, Саудијском Арабијом на истоку и југу и Израелом на западу. Укупна дужина граница је 1619 km. Јордан излази и на залив Акабу и Мртво море. Дужина обале износи 26 km.

### Геологија и рељеф
Јордан се састоји углавном од сувог пустињског платоа на истоку, са вишим областима на западу. Долина Велике пукотине реке Јордан одваја Јордан од Израела. Највиша тачка у земљи је Џабал Рам (1734 м), а најнижа је Мртво море (-408 м). Јордан се сматра делом "колевке човечанства".

### Клима
Клима у Јордану је сува и врућа, јер је земља углавном пустињска. Међутим, западни део земље прима веће количине падавина током кишне сезоне од новембра до априла. Просечна темпертура у Аману је 7,2 °C у јануару и 25,4 °C у јулу. Просечна годишња количина падавина је 465 мм.

## Становништво
Међу значајнијим градовима су престоница, Аман на северозападу, Ирбид и Аз Зарка на северу.

## Административна подела
Административно, Јордан је подељен у 12 покрајина (мухафаза), којима управљају гувернери које поставља краљ. Они су једина власт за сва подручја власти и развојне пројекте у својим областима.
- Аџлун (Ajlun)
- Аман
- Акаба (Aqaba)
- Балка (Balqa)
- Ирбид (Irbid)
- Џераш (Jerash)
- Керак (Kerak)
- Ман
- Мадаба (Madaba)
- Мафрак (Mafraq)
- Тафила (Tafileh)
- Зарка (Zarqa)

## Градови у Јордану
- Петра